# Derek Hogg
Derek Hogg (* 4. November 1930 in Norton; † 4. November 2014) war ein englischer Fußballspieler.

## Sportlicher Werdegang
Nach Absolvieren seines Wehrdienstes in Ägypten schloss sich Hogg, der zuvor im Non-League football in der Lancashire Combination gespielt hatte, 1952 Leicester City in der Second Division an. 1954 stieg der Flügelspieler mit der Mannschaft in die Fist Division auf, der Aufenthalt in der höchsten englischen Spielklasse währte jedoch nur eine Spielzeit. 1957 stieg er mit dem Klub erneut in die erste Liga auf, zu dieser Zeit stand er 104 Mal in Folge in der Startelf.
Im April 1958 wechselte Hogg innerhalb der englischen Meisterschaft zu West Bromwich Albion, mit seinem neuen Klub stand er in den folgenden Spielzeiten im oberen Tabellendrittel. Im Oktober 1960 wechselte er zum Erstligaaufsteiger Cardiff City, wo er bis zum Abstieg in die Zweitklassigkeit im Sommer 1962 auflief. Anschließend ließ er in der Southern Football League bei Kettering Town seine Karriere ausklingen.
Hogg starb im Herbst 2014 an seinem 84. Geburtstag nach einer Krankheit.